# ليزلي روبنشتاين
ليزلي روبنشتاين (بالإنجليزية: Leslie Rubinstein)‏ هي ناقدة موسيقية وصحفية أمريكية، ولدت في 1939، وتوفيت في 2007.

## وصلات خارجية
- ليزلي روبنشتاين على موقع ميوزك برينز (الإنجليزية)